# Franjevački samostan i crkva sv. Mihovila u Vrcima
Franjevački samostan i crkva sv. Mihovila bili su rimokatolički samostan i crkva koji pripadaju franjevcima. Posvećeni su sv. Mihovilu. Zapise o njemu ostavio je fra Marijan Bogdanović u Ljetopisu Kreševskog samostana. Izvorni Vrci bili su u zaselku Jezeru. Od 1244. do 1820. godine Vrci su pripadali su župi Neretvi. Župa Neretva se prvo prostirala područjem Zahumlja, kasnije Podgorja.